# Hillbilly Élégie
Hillbilly Élégie (titre original : Hillbilly Elegy: A Memoir of a Family and Culture in Crisis) est un ouvrage autobiographique, devenu un succès d'édition aux Etats-Unis, publié en 2016 par JD Vance, qui traite des valeurs appalachiennes de sa famille du Kentucky et des problèmes sociaux et socioéconomiques de sa ville natale, Middletown, en Ohio, où les parents de sa mère ont déménagé lorsqu'ils étaient jeunes.
En 2020, il a été adapté en film Une ode américaine réalisé par Ron Howard, avec Glenn Close et Amy Adams dans les rôles principaux. Le film a reçu des critiques mitigées.

## Résumé
Vance décrit son enfance et ses origines familiales alors qu'il grandissait à Middletown, Ohio. Il écrit sur une histoire familiale marquée par la pauvreté, une certaine violence et une forte instabilité liée à l’addiction à la drogue de sa mère et à sa propension à changer de compagnon. Il compare cette vie aux perspectives qu’il a progressivement  créées après l'avoir quittée.
Bien que Vance ait grandi à Middletown, sa mère et sa famille étaient originaires du comté de Breathitt, dans le Kentucky. Leurs valeurs appalachiennes incluent des traits comme la loyauté et l'amour du pays malgré des problèmes sociaux, y compris la violence et les abus verbaux. Il raconte l'alcoolisme et les abus de ses grands-parents ainsi que l'histoire de dépendance aux drogues et de relations conjugales ratées de sa mère instable. Les grands-parents de Vance, réconciliés, sont devenus ses tuteurs de facto.et son ancrage de stabilité  Sa grand-mère stricte et brutale mais toutefois aimante l'a soutenu, et finalement, JD a pu quitter Middletown, d'abord pour rejoindre l’armée, ensuite pour étudier à l'Université d'État de l'Ohio puis à la prestigieuse Faculté de droit de Yale.
En plus de son histoire personnelle, Vance soulève des questions sur la responsabilité de sa famille et de sa communauté dans leurs malheurs. Vance blâme certains aspects de la culture hillbilly, notamment l'attitude passive face au destin  qu’il voit comme signe d'un déclin de civilisation que les aides sociales ne résolvent en rien. Comparativement, il estime que l'insécurité économique joue un rôle bien moindre. Vance base son analyse sur son expérience personnelle. En tant que caissier dans un supermarché, il voyait des bénéficiaires de l'aide sociale parler au téléphone portable, alors que lui-même ne pouvait pas s'en payer un. Il voit dans les évolutions de son entourage un microcosme de la raison pour laquelle les habitants de classe modeste des Appalaches se sont détourné de camp démocrate pour rejoindre massivement les républicaines, ce depuis Reagan. De même, il raconte des histoires destinées à illustrer un manque d'éthique de travail, comme celle d'un homme qui a démissionné après avoir exprimé son mécontentement sur les horaires de son travail et publié sur les réseaux sociaux à propos de "l'économie d'Obama", ainsi qu'un collègue, avec une petite amie enceinte, qui manquait souvent le travail.

## Publication
Le livre, sorti chez Harper, a été popularisé par une interview avec l'auteur publiée par The American Conservative à la fin juillet 2016. Le volume de demandes a brièvement désactivé le site web. Le livre finira par atteindre 3 millions d'exemplaires vendus. Son succès lui vaut des sollicitations de cadres du parti républicains et amène Vance a poser sa candidature pour  la  sénatoriale de l’Ohio, qu'il remportera et à se radicaliser.
Le livre est sorti en français en 2017 aux Éditions Globe, traduit par Vincent Raynaud, puis sort en  Livre de poche en 2018,.

## Adaptation cinématographique
Une adaptation cinématographique est sortie dans certains cinémas aux États-Unis le 11 novembre 2020, puis diffusée numériquement sur Netflix le 24 novembre. Elle a été réalisée par Ron Howard et met en vedette Glenn Close, Amy Adams, Gabriel Basso et Haley Bennett. Bien que quelques jours de tournage aient eu lieu dans le cadre du livre à Middletown, Ohio, la majeure partie du tournage, à l'été 2019, s'est déroulée à Atlanta, Clayton et Macon, en Géorgie, sous le nom de code "IVAN".

## Réception
Le livre a atteint la première place de la New York Times Best Seller list en août 2016 et en janvier 2017.
Le contributeur de The American Conservative et blogueur Rod Dreher a exprimé son admiration pour Hillbilly Elegy, disant que Vance « tire des conclusions… qui peuvent être difficiles à accepter pour certaines personnes. Mais Vance a gagné le droit de porter ces jugements. C'était sa vie. Il parle avec une autorité durement acquise. » Le mois suivant, Dreher a publié ses théories sur les raisons pour lesquelles les libéraux adoraient le livre. John Podhoretz, chroniqueur au New York Post et rédacteur en chef de Commentary, a décrit le livre comme l'un des plus provocateurs de l'année. Le livre a été bien accueilli par les conservateurs tels que Mona Charen, chroniqueuse au National Review, et Reihan Salam, rédacteur en chef de National Review et chroniqueur pour Slate. Le chancelier allemand Olaf Scholz a qualifié le livre de « récit personnel très touchant sur la façon dont un jeune homme avec de mauvaises conditions de départ parvient à s'en sortir » dans une interview avec la Süddeutsche Zeitung en juillet 2023.
En revanche, d'autres journalistes ont critiqué Vance pour avoir trop généralisé à partir de son éducation personnelle dans la banlieue de l'Ohio. Jared Yates Sexton de Salon a critiqué Vance pour sa « rhétorique nuisible » et pour avoir soutenu des politiques utilisées pour « démanteler les pauvres ». Il soutient que Vance « néglige totalement le rôle du racisme dans l'opposition de la classe ouvrière blanche au président Obama. » Sarah Jones de The New Republic a raillé Vance comme « le faux prophète de l'Amérique Bleue », le qualifiant de « guide imparfait de ce monde » et le livre de peu plus qu'« une liste de mythes sur les welfare queens [stéréotype raciste de la femme noire sans emploi vivant des aides sociales] reconditionnés en guide sur la classe ouvrière blanche. » L'historien Bob Hutton a écrit dans Jacobin que l'argument de Vance reposait sur une logique circulaire et l'eugénisme, ignorait les recherches existantes sur la pauvreté en Appalaches, et était « principalement une œuvre d'autocongratulation. » Sarah Smarsh du Guardian a noté que « la plupart des Blancs opprimés ne sont pas des hommes protestants conservateurs des Appalaches » et a remis en question les généralisations de Vance sur la classe ouvrière blanche à partir de son éducation personnelle.
Le New York Times a écrit que la confrontation de Vance à un tabou social est admirable, que le lecteur soit d'accord ou non avec ses conclusions. Le journal écrit que le sujet de Vance est le désespoir, et son argument est plus généreux en ce qu'il blâme le fatalisme et l'impuissance apprise plutôt que la paresse.
Un rapport de la Brookings Institution de 2017 a noté que « Hillbilly Elegy de J. D. Vance est devenu un best-seller national pour son portrait brut et émotionnel de la croissance dans et la sortie éventuelle d'une communauté rurale pauvre en proie à la toxicomanie et à l'instabilité. » Le récit de Vance a confirmé de manière anecdotique la conclusion du rapport selon laquelle la stabilité familiale est essentielle à la mobilité ascendante.
Le livre a provoqué une réponse sous forme d'anthologie, Appalachian Reckoning: A Region Responds to Hillbilly Elegy, éditée par Anthony Harkins et Meredith McCarroll. Les essais dans le volume critiquent Vance pour avoir fait des généralisations larges et reproduit des mythes sur la pauvreté.
Une raison clé de la popularité de Hillbilly Elegy après sa publication en 2016 tient pour partie à l'explication qu'il propose de l'ascension de Donald Trump au sommet du Parti républicain. En particulier, il prétendait expliquer pourquoi les électeurs de la classe ouvrière blanche étaient attirés par Trump en tant que leader politique. Vance lui-même a commenté comment son livre fournit une perspective sur pourquoi un électeur de la démographie « hillbilly » soutiendrait Trump. Bien qu'il ne mentionne pas Trump dans le livre, Vance a ouvertement critiqué l'ancien président tout en discutant de ses mémoires dans des interviews après sa publication. Cependant, Vance a rétracté ces commentaires lorsqu'il a rejoint la course au Sénat américain de 2022 dans l'Ohio et à alors soutenu ouvertement Trump. Trump a choisi Vance comme colistier pour le ticket républicain pour l'élection présidentielle américaine de 2024, qu'ils remportent.